# Flight Log: Departure
Albums de Got7
Moriagatteyo
(2016) Flight Log: Turbulence
(2016)
Singles
1. Fly
Sortie : 21 mars 2016
2. Home Run
Sortie : 12 avril 2016

Flight Log: Departure est le cinquième mini-album du boys band sud-coréen Got7, sorti le 21 mars 2016. Les titres Fly et Home Run ont été utilisés pour les promotions de l'album.

## Liste des pistes
| 1.    | Fly                    | earattack, The Kick Sound                    | earattack, The Kick Sound                         | 3:11 |
| 2.    | Can't (못하겠어)       | Junior (Park Jinyoung)                       | Secret Weapon, Junior (Park Jinyoung), Distract   | 3:16 |
| 3.    | See The Light (빛이나) | Yugyeom, Mark, Frants                        | Frants, Yugyeom, Mark                             | 3:24 |
| 4.    | Fish                   | Daniel Kim, Defsoul (JB), Park Jiyeon, Dr. B | Daniel Kim, Defsoul (JB), Park Jiyeon             | 3:13 |
| 5.    | Rewind                 | Ars (Youngjae), Ju Chanyang                  | Ars (Youngjae), Ju Chanyang, Command Freaks       | 3:12 |
| 6.    | Beggin On My Knees     | Young K                                      | Hyuk Shin, 2xxx!, Jusén, GG Riggs, Matt Heath, DK | 3:04 |
| 7.    | Something Good         | Defsoul (JB)                                 | Andrew Choi, 220, Defsoul (JB), Mingsician        | 3:46 |
| 8.    | Home Run               | Daniel Kim, Defsoul (JB), Park Jiyeon        | Daniel Kim, Defsoul (JB), Park Jiyeon             |      |
| 23:12 |                        |                                              |                                                   |      |

## Classement

### Album
| Classement                            | Meilleure position |
| ------------------------------------- | ------------------ |
| South Korea Gaon Weekly Albums Chart  | 1                  |
| South Korea Gaon Monthly Albums Chart | 1                  |
| Billboard Heatseekers Albums Chart    | 2                  |

### Singles
| Classement         | Meilleures position |
| ------------------ | ------------------- |
| Gaon Digital Chart | 9                   |

### Ventes
| Année | Gaon Physical Sales |
| ----- | ------------------- |
| 2016  | Plus de 100 000     |